# Ивангородская крепость

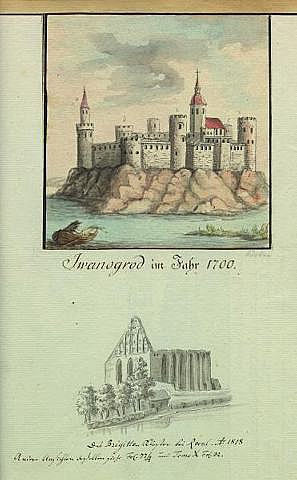
Ивангородская крепость в 1700 году (сверху); Руины монастыря Святой Бригитты, близ Ревеля (совр. Таллинн) в 1818 году (снизу)

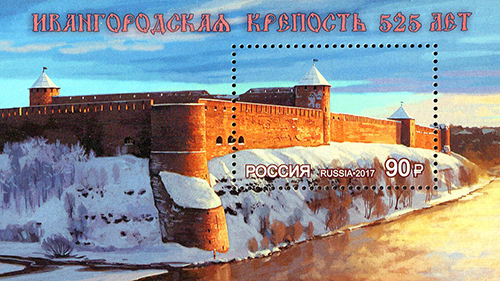
Почтовая марка России, 2017 год

Ивангоро́дская кре́пость (эст. Jaanilinna linnus) — фортификационное сооружение (тет-де-пон) XV—XVIII веков, расположенное в Ивангороде, Ленинградская область, Россия. Вместе с Нарвским замком составляет уникальный в северной Европе крепостной ансамбль.
Крепость Ивангород была построена летом 1492 года на правом берегу Нарвы. Была названа в честь царствовавшего в то время Ивана III Васильевича. Целью возведения Ивангородской крепости была защита Новгородской земли со стороны её западных соседей. Ивангород стал форпостом на западе Русского царства, на границе с Ливонией, где на левом берегу реки с XIII века стояла датская крепость (Нарвская крепость), которую затем расширил и укрепил Ливонский орден.

## История крепости
В 1492 году в 12 верстах от берега Финского залива, на реке Нарове, на границе с Ливонией была заложена крепость. Она была создана по личному указанию Ивана III для защиты от ливонских и шведских войск. Отсюда и название, данное в честь основателя: «нарече ему имя Ивангород в свое имя». Место для Ивангородской крепости было выбрано очень удобное — на Девичьей горе, что прямо против ливонской крепости Нарва. С трёх сторон она была защищена рекой Нарвой, делающей в этом месте сильный изгиб. Однако изначально крепость была четырёхугольной и не следовала очертаниям рельефа. Размеры крепости были весьма незначительными, что даже породило легенду о том, что размеры будущей крепости определили следующим образом: растянули длинную ленту, связанную из тонких полос кожи, полученной с одной лошадиной шкуры. Ивангородская крепость была уникальна для своего времени ещё и тем, что строилась с нуля и строителей не сдерживали очертания более старой крепости или города, как то было в Новгороде и других городах того времени.

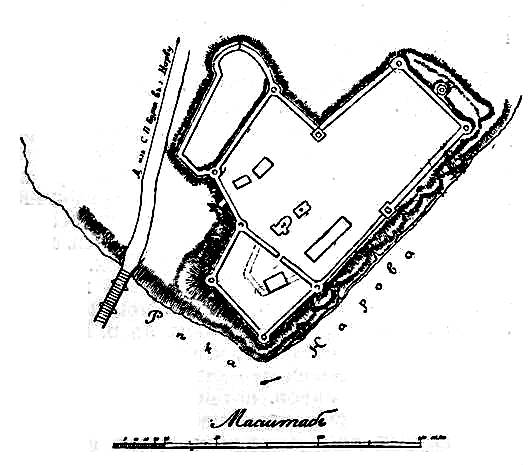
План крепости
(рисунок из статьи «Иван-Город»
«Военная энциклопедия Сытина»)

Однако столь малый размер крепости не позволял разместить в ней гарнизон достаточной численности. А наличие пространства между берегом реки и стенами крепости облегчало осаду для неприятеля, что делало крепость плохо пригодной для длительной обороны.
В 1496 году из Стокгольма на 70 лёгких судах к Ивангороду прибыло пятитысячное шведское войско с огнестрельным оружием, во главе со Сванте Стуре, и штурмом взяло крепость. Штурм продолжался не более семи часов. Воеводы, князья Иван Брюхо и Гундоров, располагались с войском неподалёку от Ивангорода, однако, не поспешили на помощь гарнизону крепости, вероятно, полагая что удержать Ивангородскую крепость не успеют. Но надолго укрепиться в Ивангороде шведам не удалось. Свант Стуре сначала предлагал уступить своё завоевание Ливонскому ордену, но получил отказ. И, вскоре, узнав о приближении русского войска, шведы бежали, прихватив с собой около 300 пленников.
Учтя неудачный опыт, государь послал в Ивангород князя Ивана Гундора и Михаила Кляпина: ими и было организовано новое строительство. В 1496 году крепость отремонтировали и с востока пристроили к ней ещё одну, бо́льшую крепость, получившую впоследствии наименование Большого Боярского города. Новая крепость была также прямоугольной, по углам её располагались большие круглые башни. Посередине трёх стен крепости были квадратные башни, делившие каждую из них почти поровну. Четвёртая же стена была общей с крепостью 1492 года. Новая крепость могла вместить значительно больший гарнизон и была выстроена по последнему слову технологии строительства оборонительных сооружений того времени. Новый Ивангород с успехом выдержал осаду в 1502 году.
Даже после расширения Ивангородская крепость по-прежнему имела существенный недостаток в своей планировке. Часть постройки 1492 года оставалась на самом центре Девичьей горы. Но в 1507 году свободное пространство Девичьей горы к западу от Ивангорода было обнесено новыми крепостными стенами и башнями. Стены новой крепости уже использовали рельеф для достижения лучшей защиты и примыкали непосредственно к реке, что делало невозможной осаду со стороны Нарвы. Эту часть крепости было принято именовать Замком. Руководителями её строительства были русский мастер Владимир Торгкан и иностранец Маркус Грек.
К 1509 году было завершено строительство Переднего Города, пристроенного к северной стене Большого Боярского города.
Окончательный свой вид крепость приняла в 1558 году, когда в ходе последнего этапа строительства к северу от Переднего Города было пристроено новое укрепление, названное Боярским валом.
В 1581 году после нескольких попыток приступа Ивангородская крепость и Нарвский замок были на десять лет захвачены шведами. В 1612 году в Смутные времена крепость вновь оказалась в руках Шведского государства и в 1617 году по Столбовскому миру была передана ему во владение (на сей раз почти на сто лет).
Ивангородская крепость стала просто предукреплением Нарвы, хотя технически находилась в лучшем состоянии и современнее, чем сами Нарвские укрепления. Шведы построили на территории первоначальной крепости пороховой склад, а в конце XVII века планировали построить для защиты крепости четыре бастиона, подобные Нарвским, но они так и не были построены. План отвести реку мимо крепости на восточной стороне путем выкапывания нового русла также остался нереализованным.
Исходя из источников и старых архивов Швеции и Курляндии, с 1659 по 1660 год в крепости находился пленённый курляндский герцог Якоб Кеттлер вместе со своей семьёй, после вторжения шведов в Курляндию осенью 1658 года в ходе Малой Северной войны.
В августе 1704 года, в ходе Северной войны России со Швецией, Ивангородская крепость вность стала российской. В крепости был размещен гарнизон, для которого во второй половине XVIII века был построен провиантский магазин (амбар), идентичный зданию, расположенному на бастионе Глория в Нарве (нынешнее здание картинной галереи Нарвского музея).
В 1840 году были заменены крыши. Крепость также модернизировалась в 1863 и 1911—1915 годах.
В Первую мировую войну 4 марта 1918 года была захвачена немецкими войсками, но в ноябре того же года крепость была взята Красной Армией. В ходе Эстонской освободительной войны, в январе 1919 года весь город Нарва (вместе с Ивангородом) был взят войсками Эстонии и Северо-Западной армией, и Советская Россия официально признала этот факт в Тартуском мирном договоре.
Во времена Эстонской Республики в крепости дислоцировалось подразделение 1-го пехотного полка(эст. 1. Jalaväerügement). Ивангород занимал особое место в планах по обеспечению безопасности восточной границы Эстонии. В то время как основные позиции Линии Лайдонера (эст. Laidoneri liin) должны были находиться на левом берегу реки Нарва, Ивангород формировал эстонский плацдарм на правом берегу реки.
В крепости Ивангород была построена батарея с бетонными основаниями для двух 229-мм минометов и одной 76-мм пушкии, а также один склад боеприпасов. На почтовой станции Ивангород были построены лёгкие позиции для двух 76-мм пушек для стрельбы в направлении Ямбургской дороги, а каменный сарай станции был переоборудован в склад боеприпасов. В настоящее время в крепости находится единственная эстонская пушка, сохранившаяся в своем первоначальном состоянии с 1938 года. В русских источниках название этого миномета — «Гаубица 1891 года» (по году выпуска конкретного миномета).
Во время Великой Отечественной войны Ивангородская крепость сильно пострадала. После захвата Ивангорода, в крепости немцами было устроено два концлагеря для военнопленных. 25 июля 1944 года город и крепость были освобождены. Перед отступлением немцы успели взорвать 6 угловых башен, тайник, большие участки стен и внутренние постройки крепости.
С 1964 года Ивангородскую крепость реставрировала рабочая группа управления по восстановлению Эстонской ССР под руководством архитектора Хенно Потти(эст. Henno Potti), работавший до этого в Нарвском замке. В течение десяти лет под руководством эстонских реставраторов были построены первые два этажа трёх башен, заделаны дыры в стенах между ними и частично восстановлена каменная облицовка стен. В 1985—1993 годах крепость восстанавливали российские реставраторы. Крепость открыта для посетителей с 1987 года.
В 2001 году после многолетнего перерыва продолжилась реставрация крепости.
Летом 2012 года между Эстонией и Россией было подписано соглашение о совместной реставрации крепостей Нарва и Ивангород. За три года в Ивангородской крепости был восстановлен двухэтажный Малый пороховой амбар XVII века(во время Великой Отечественной войны там находилась тюрьма) затем здание было взорвано немцами при отступлении, но уцелели первый этаж и своды. Стены «Четвероугольной крепости», возведенные еще в 1492 году, очищены и законсервированы, по их верху сделана гидроизоляция. Финанстированием проекта совместно занимались правительство РФ, правительство Ленинградской области, Эстония и Европейский Союз.

## Архитектурный ансамбль крепости
1. Успенский собор
2. Никольская церковь
3. Замок
4. Крепость (XVI век)
5. Колыванские ворота
6. Передний город
7. Пороховой амбар (XVII век)
8. Арсенал
9. Гаубица (1891 года)
10. Тайник и батарея (капонир)

### Башни крепости
1. Набатная башня
2. Верхняя башня
3. Отводная башня (на месте Старой воротной)
4. Новая (Водяная) башня
5. Широкая башня
6. Провиантская башня
7. Колодезная башня
8. Пороховая башня
9. Воротная башня
10. Башня наместника
11. Длинношеяя башня

## Галерея

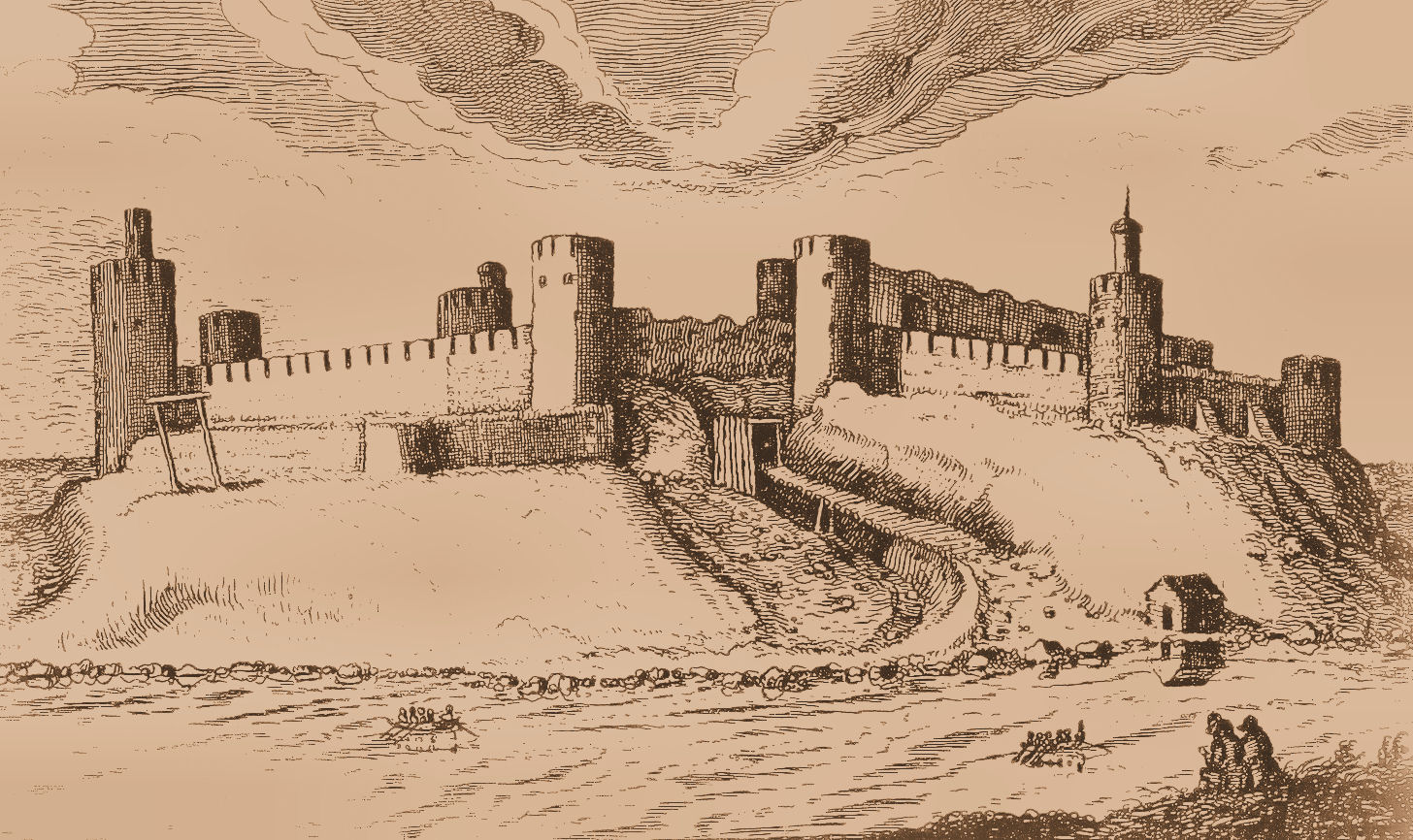
Ивангородская крепость в 1616 году
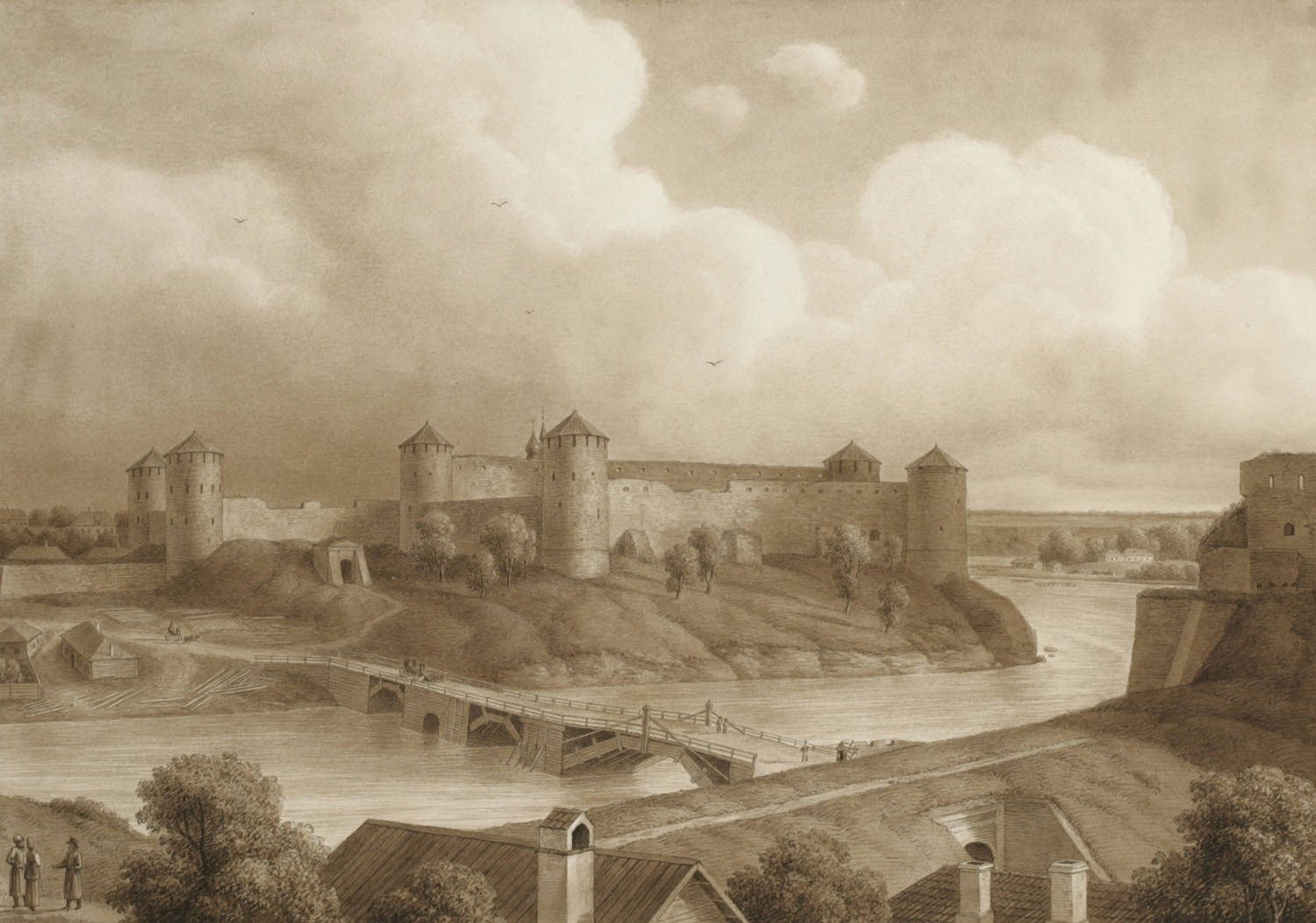
Крепость Ивангород в начале XVIII века
Ивангородская крепость в 1913 году
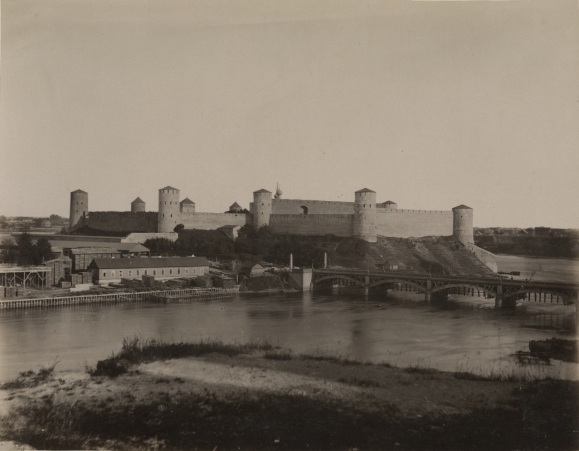
Ивангородская крепость и мост в конце XIX века
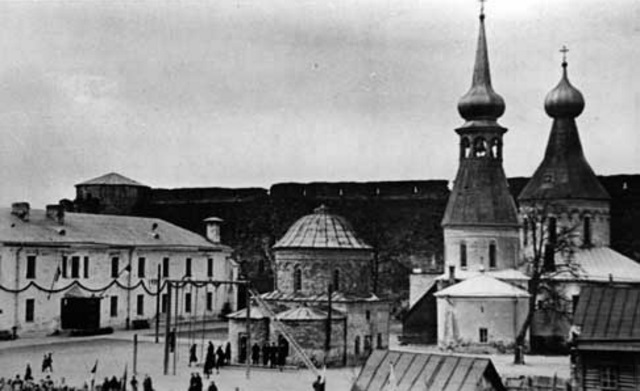
Церкви в Ивангородской крепости. Начало XX века.
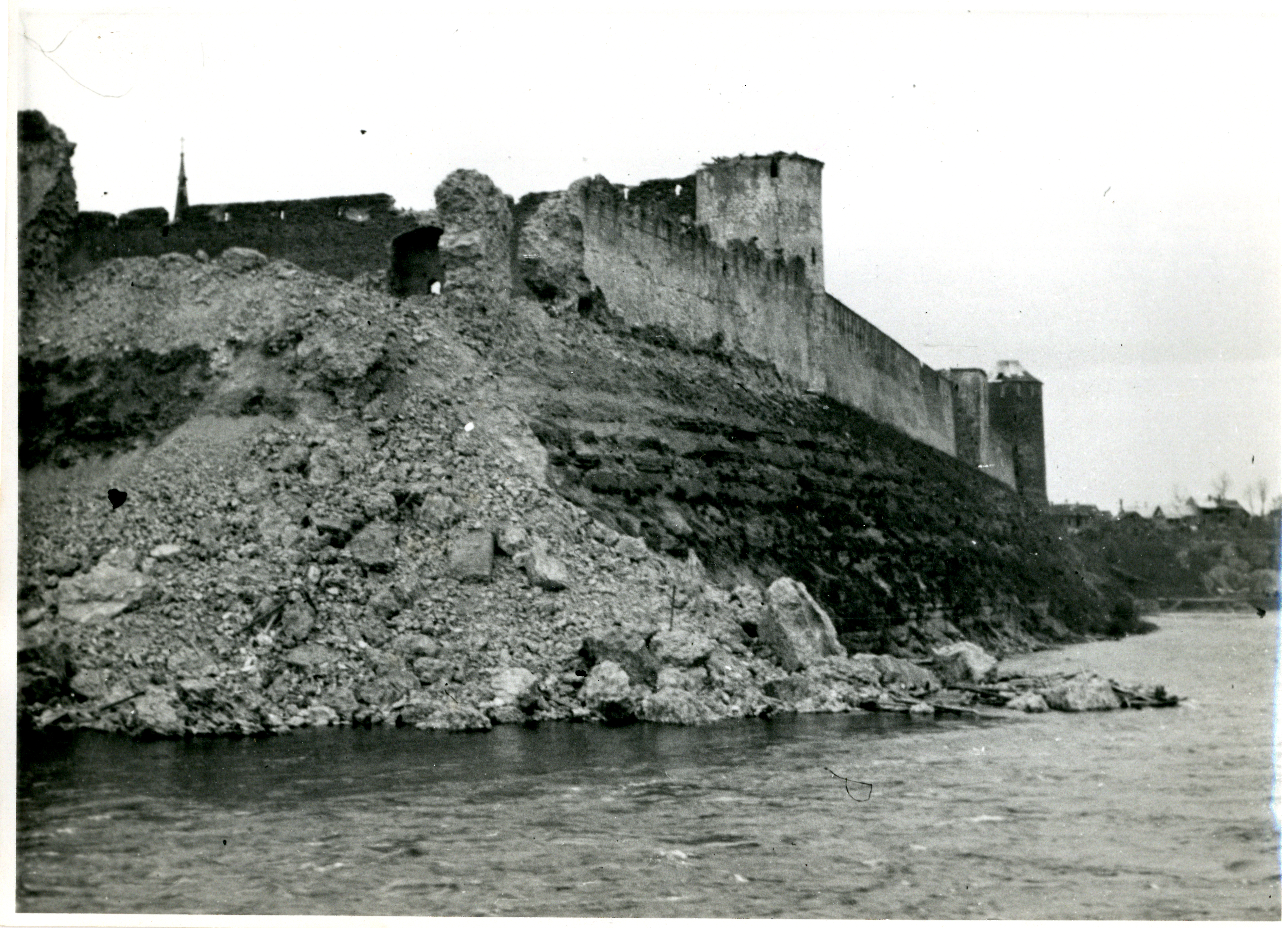
Ивангородская крепость в 1944 году
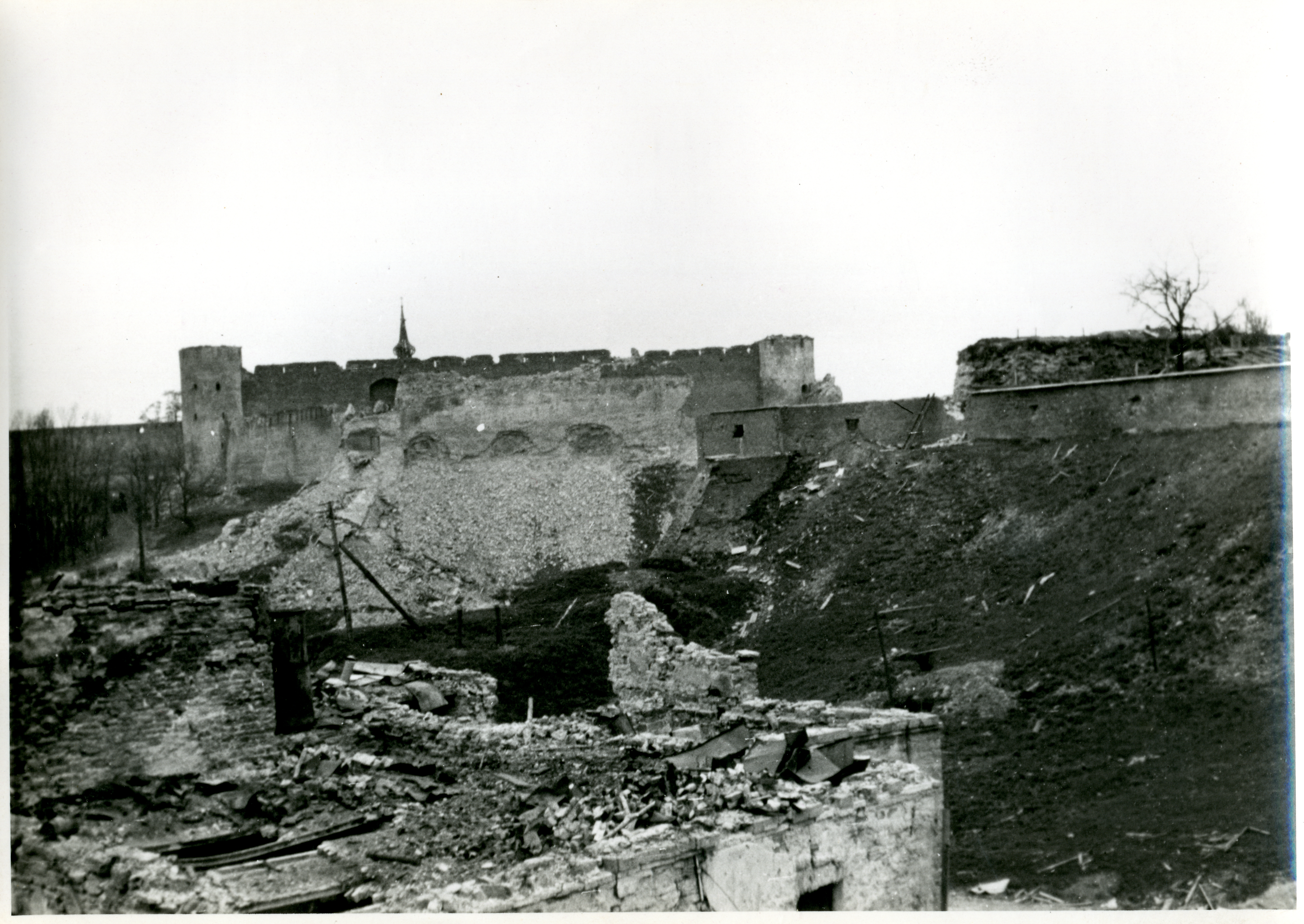
Ивангородская крепость в 1944 году
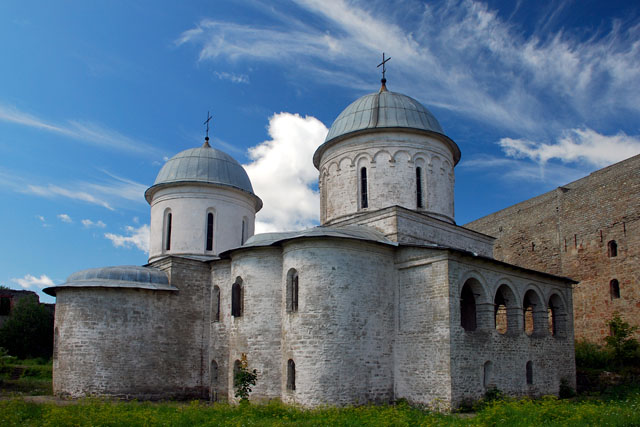
Успенский собор
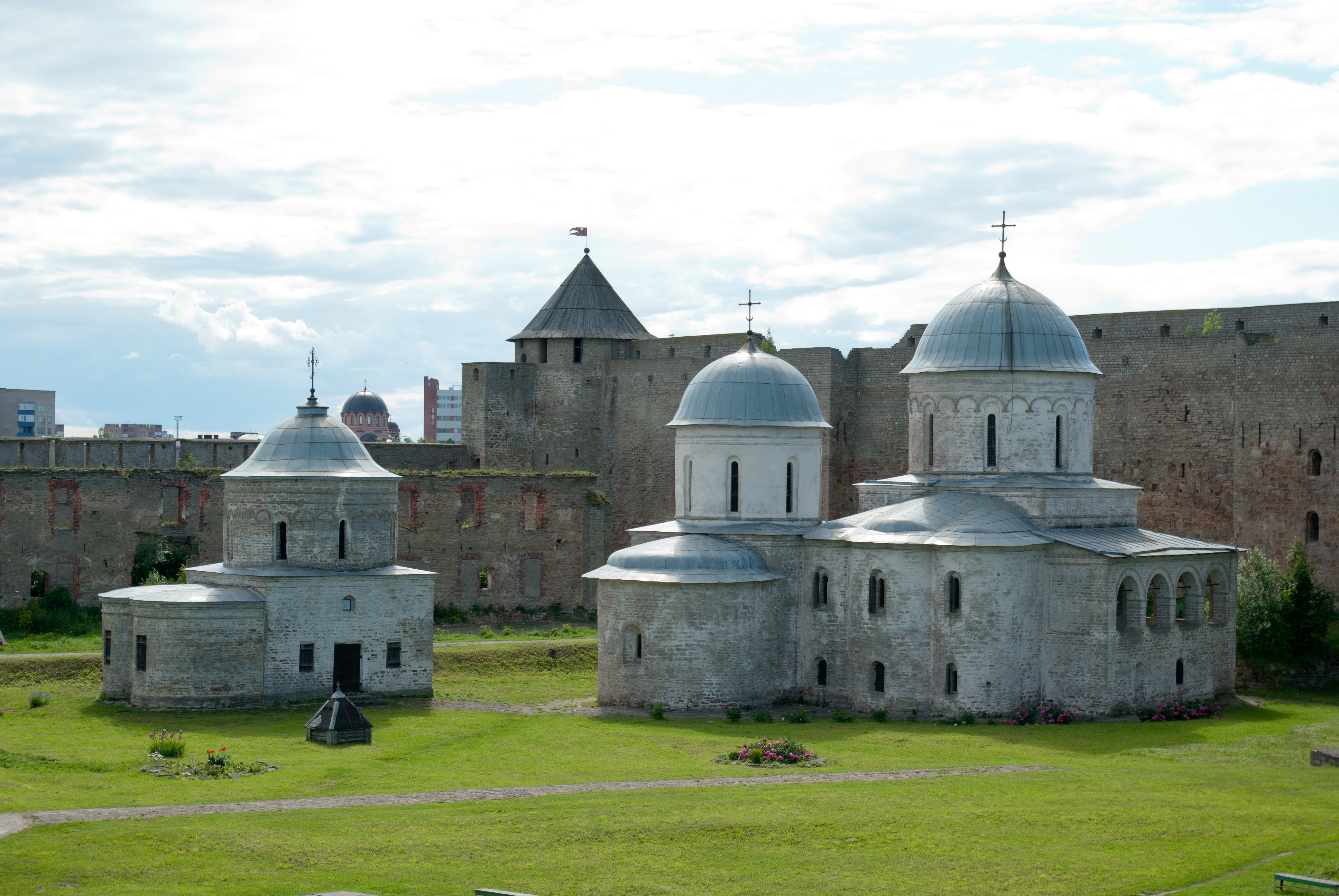
Успенская и Никольская церкви на территории крепости
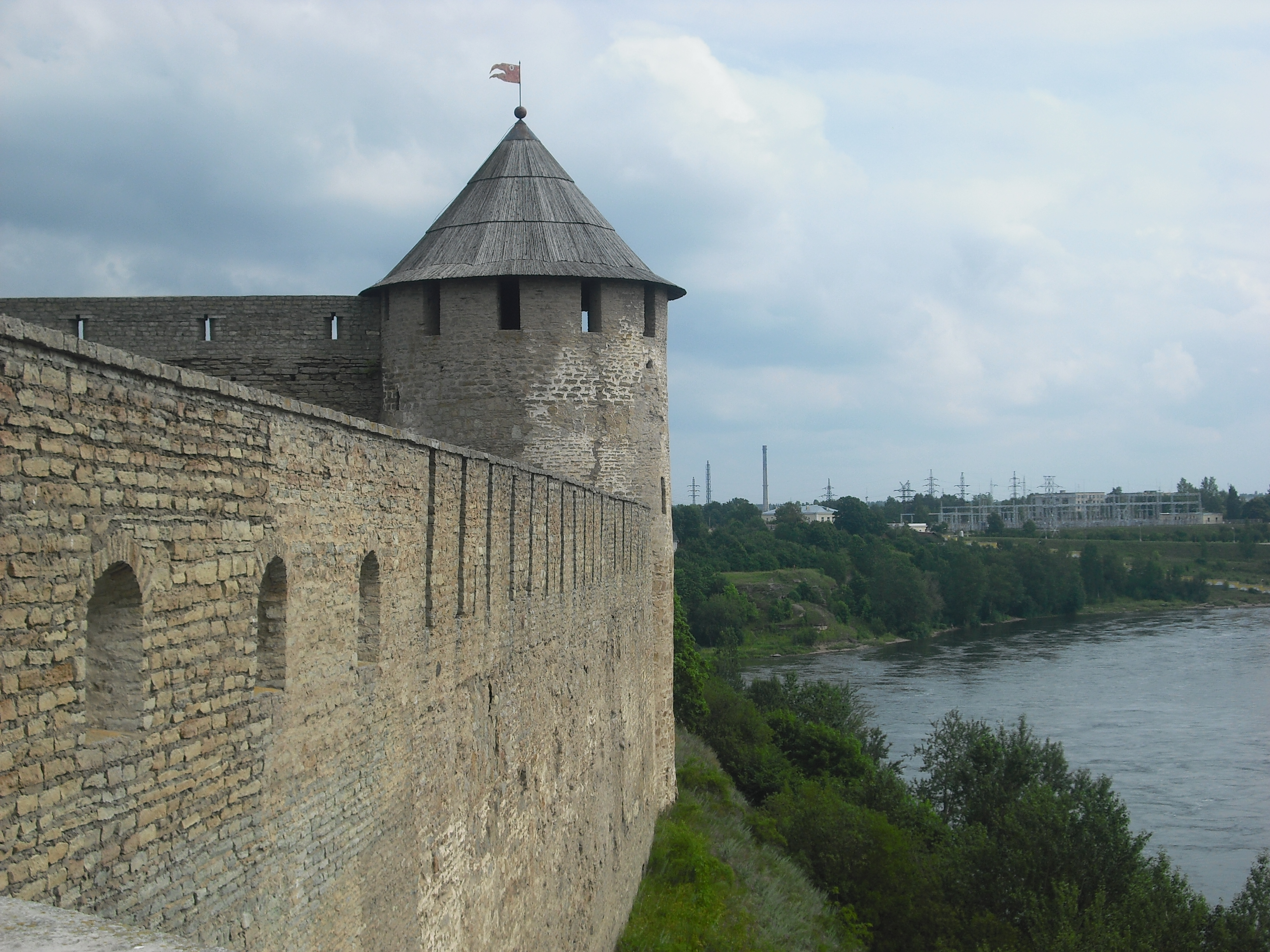
Провиантская башня
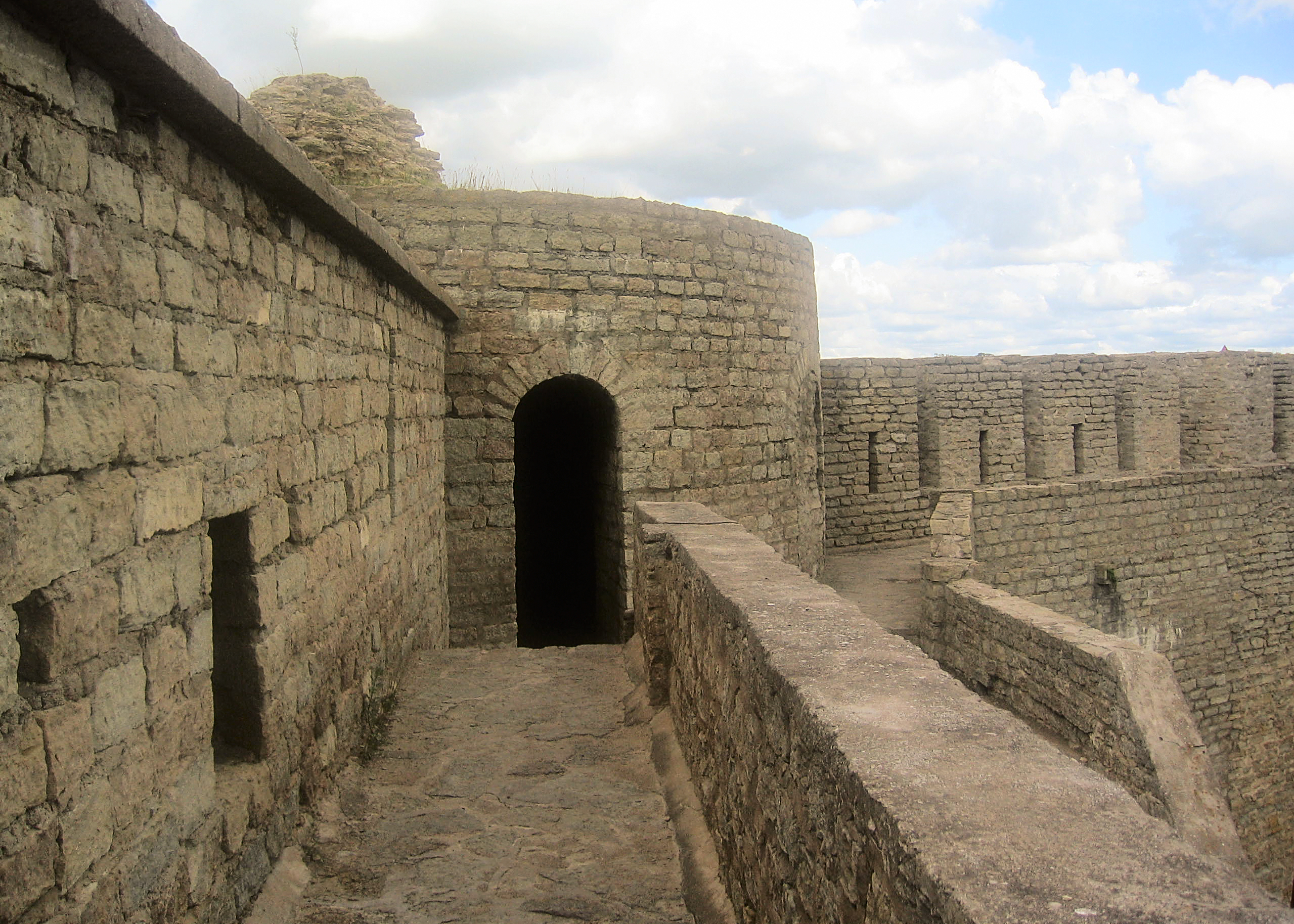
Наместная башня
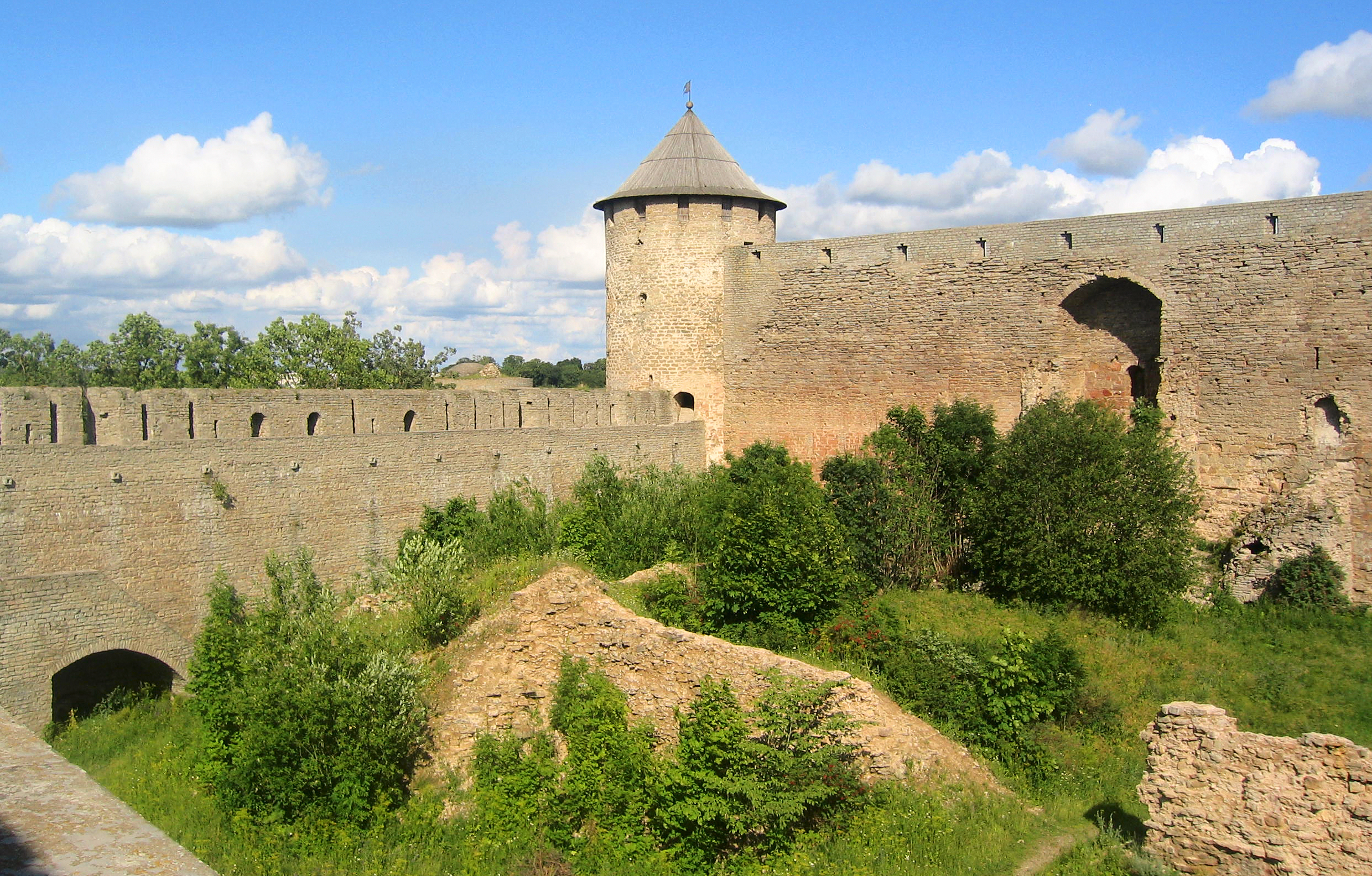
Воротная башня со стороны Замка в 2007 году
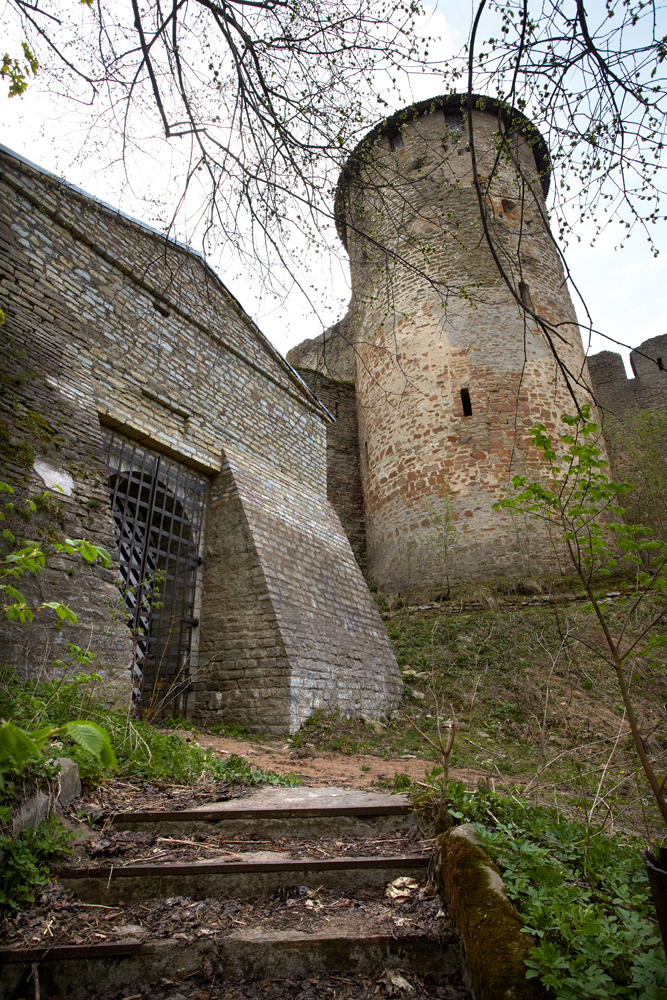
Воротная башня и Колыванские ворота
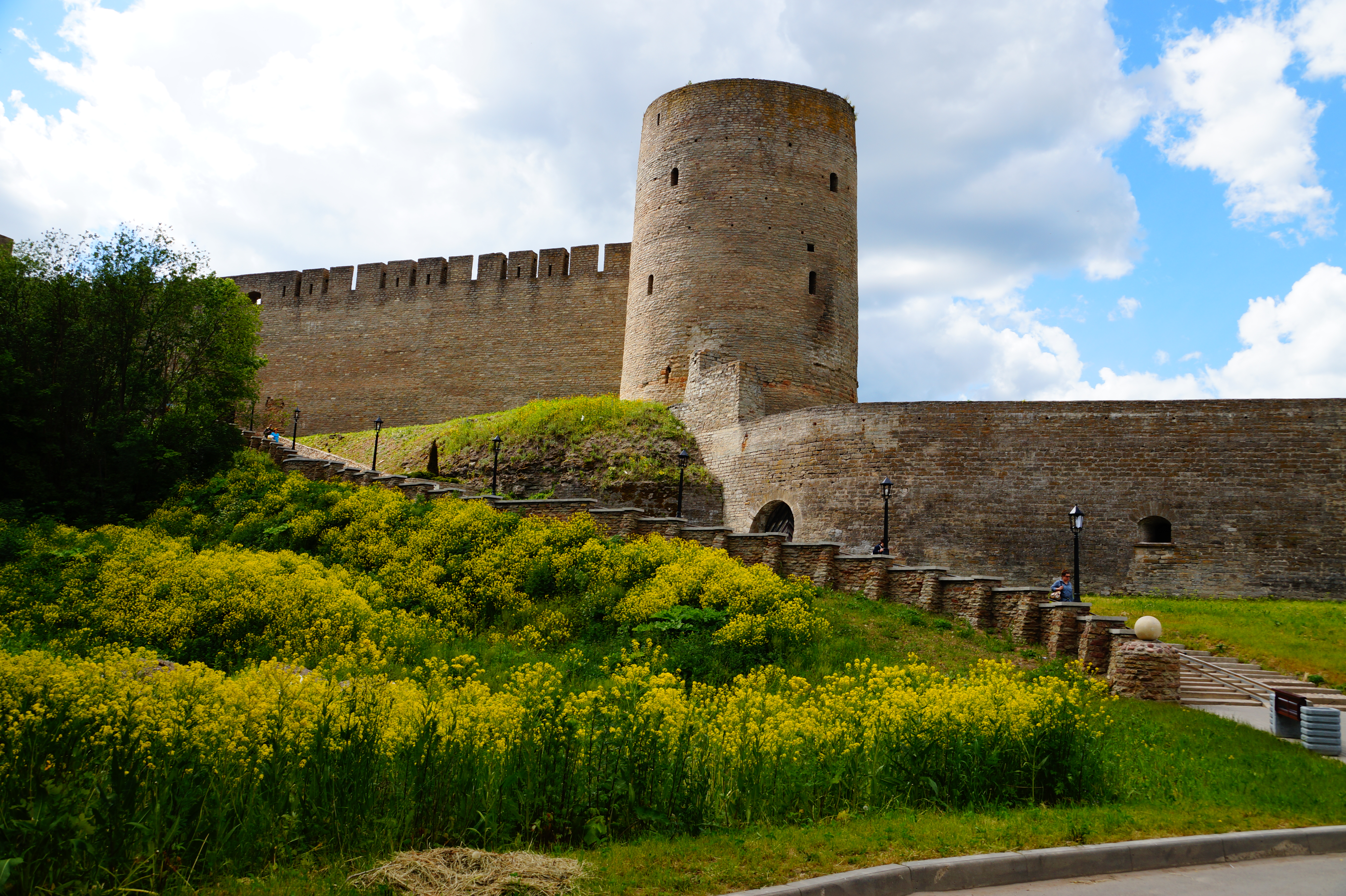
Длинношеяя башня и лестница к крепости
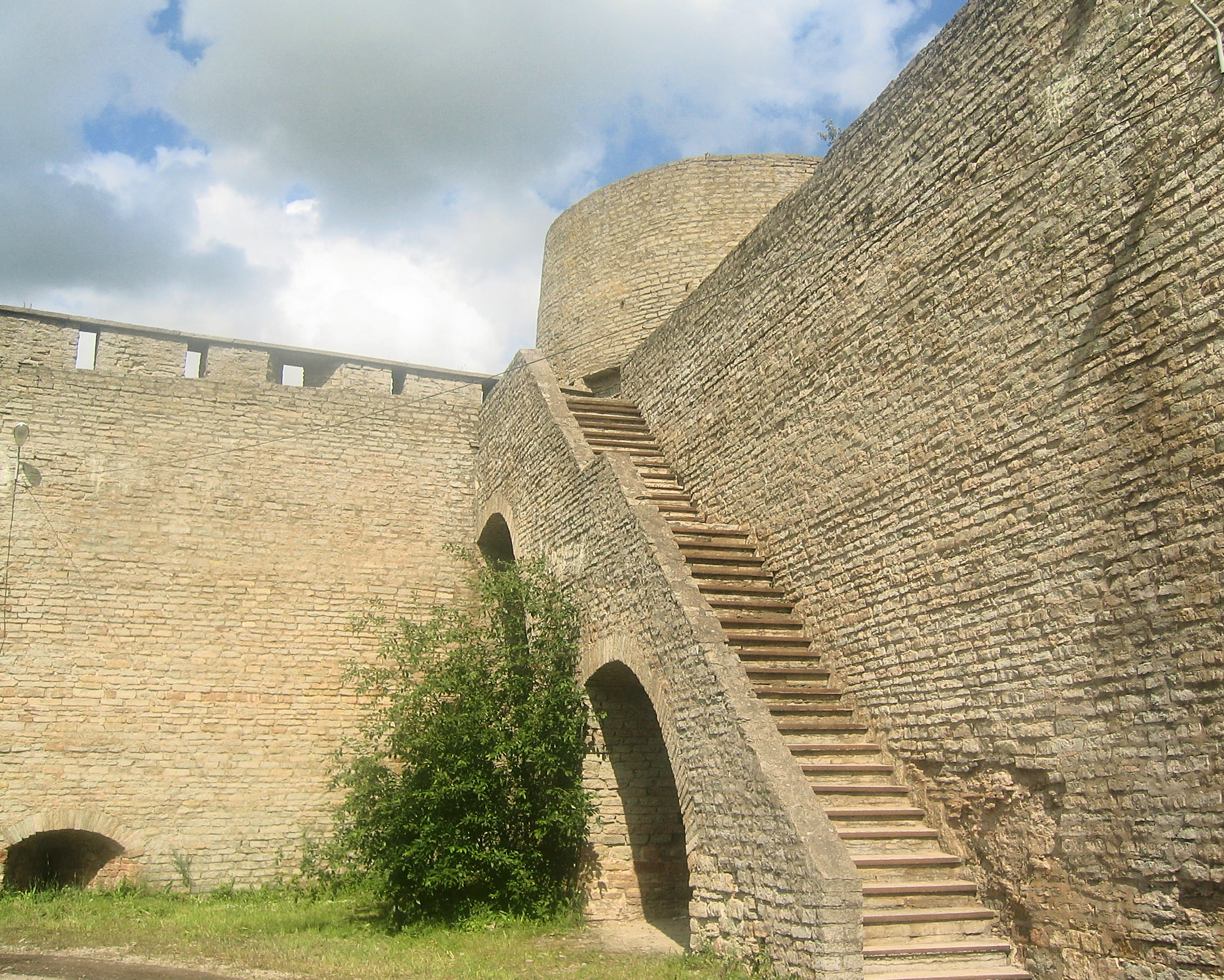
Длинношеяя башня, вид из крепости
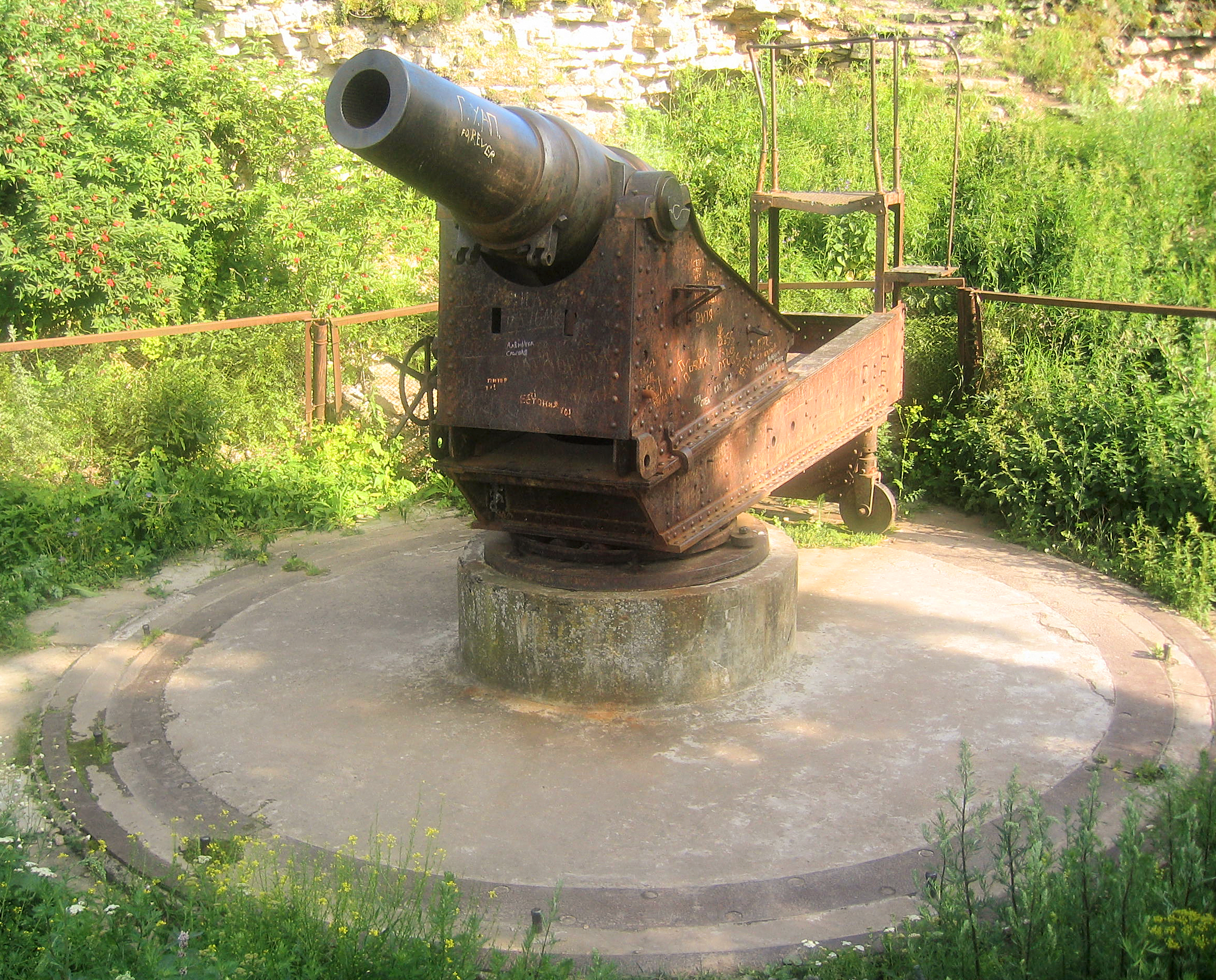
Гаубица 1891 года
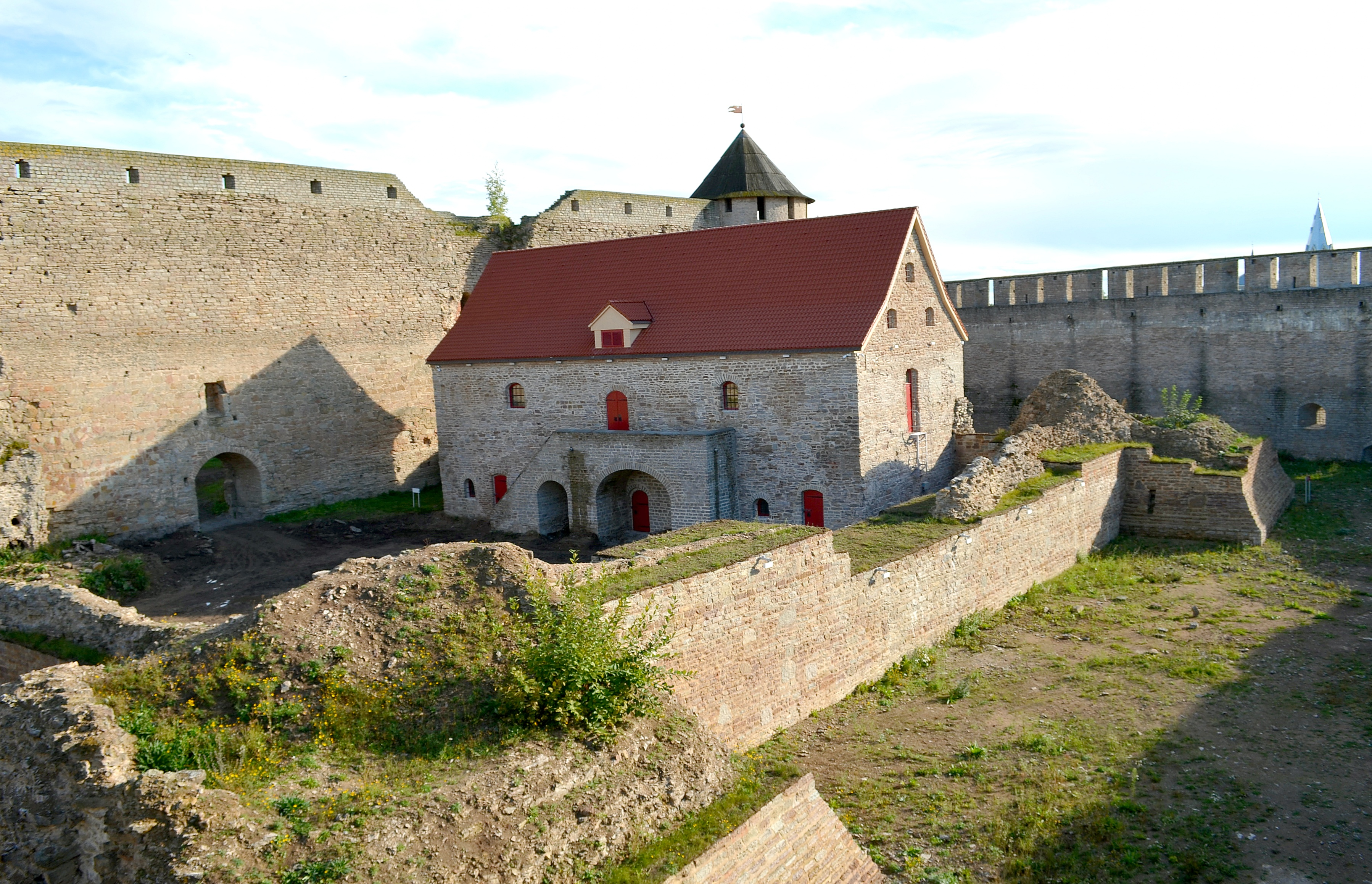
Пороховой амбар на территории крепости
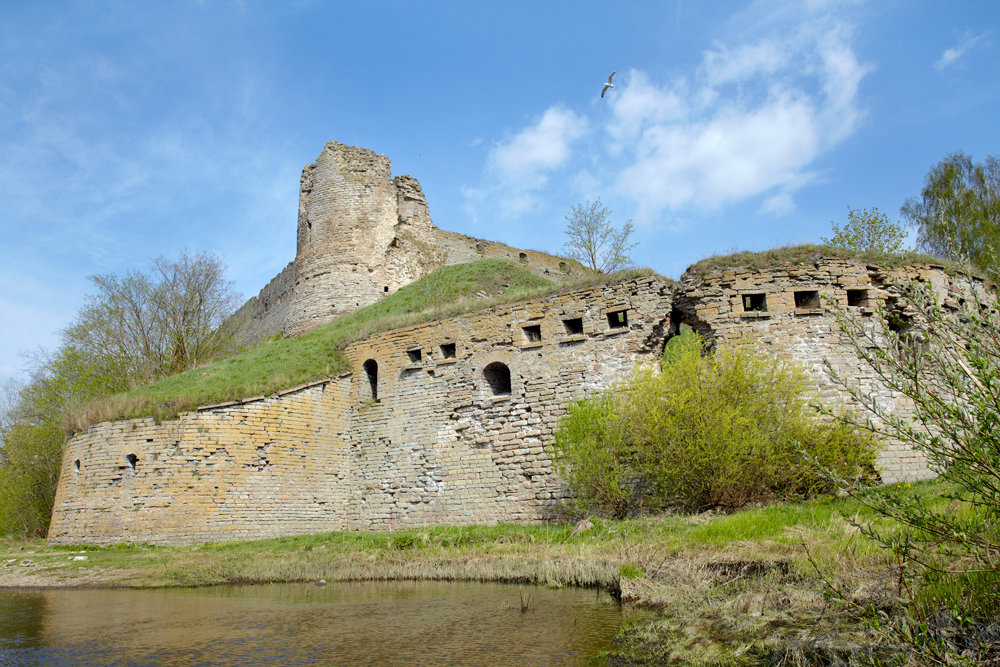
Тайник и капонир
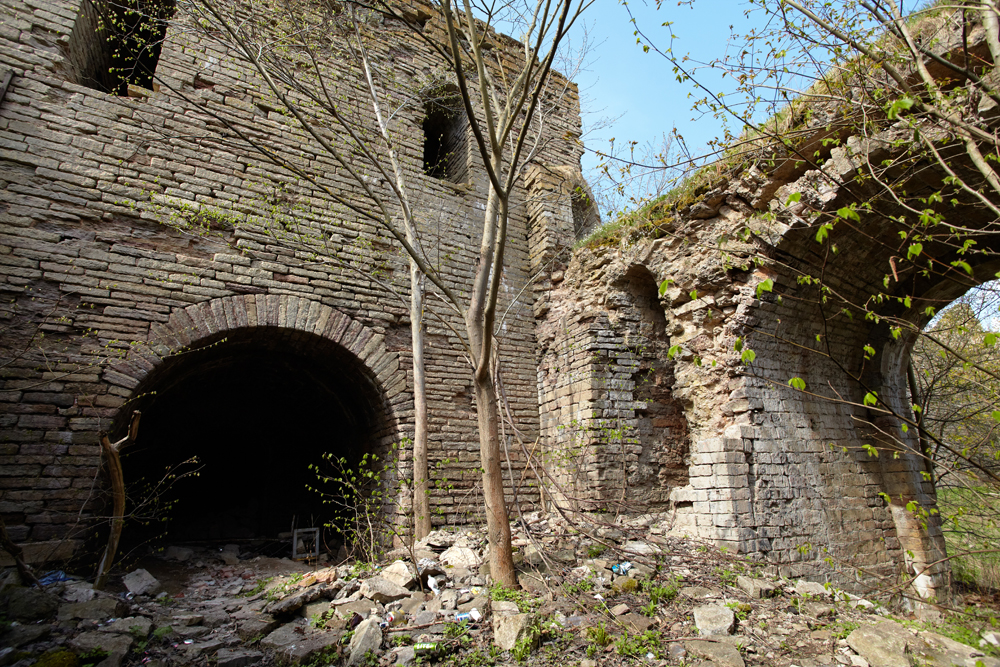
Отводная башня
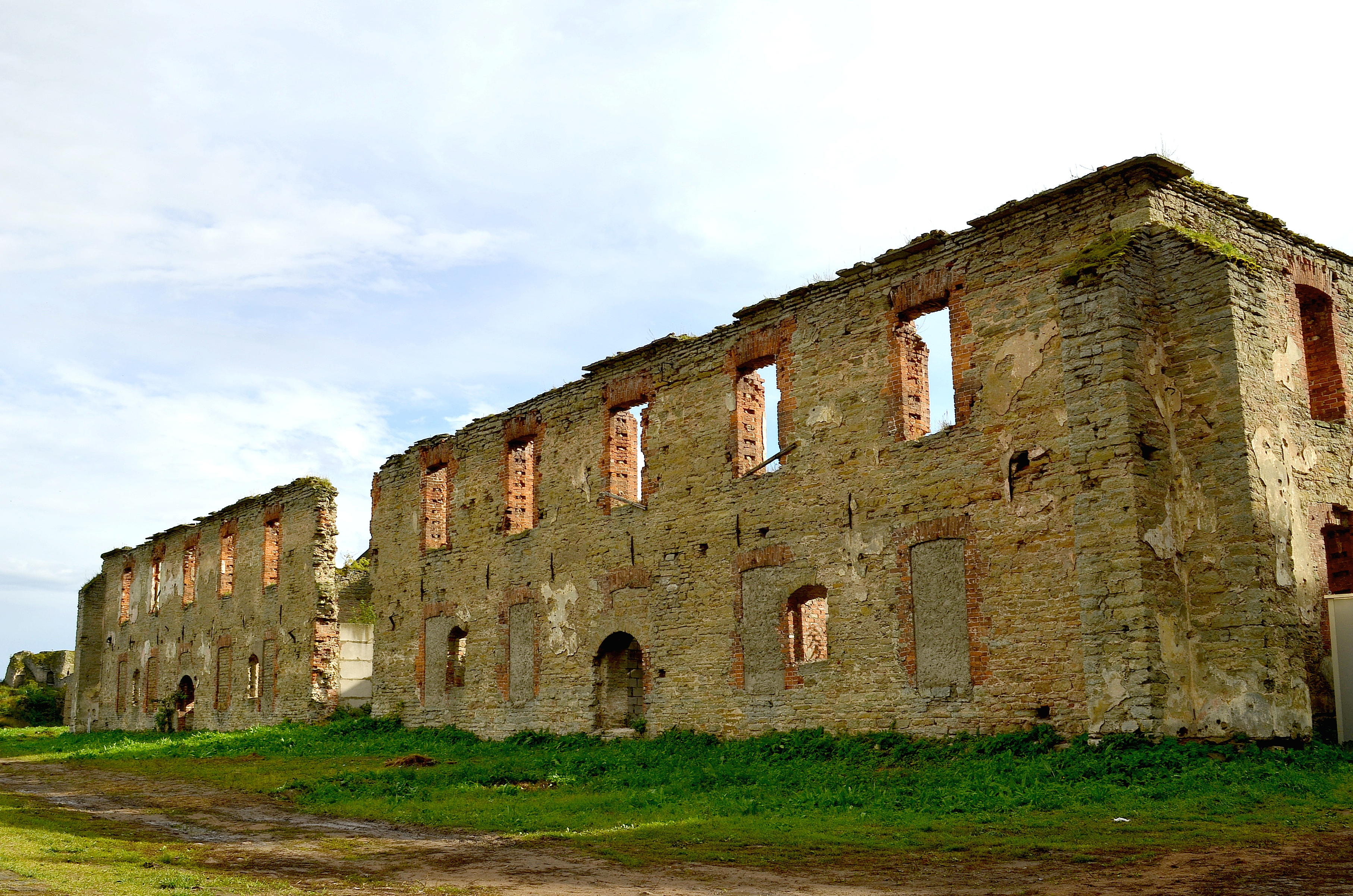
Амбар в крепости